# Liste der Kulturgüter in Oberrieden
Die Liste der Kulturgüter in Oberrieden enthält alle Objekte in der Gemeinde Oberrieden im Kanton Zürich, die gemäss der Haager Konvention zum Schutz von Kulturgut bei bewaffneten Konflikten, dem Bundesgesetz vom 20. Juni 2014 über den Schutz der Kulturgüter bei bewaffneten Konflikten sowie der Verordnung vom 29. Oktober 2014 über den Schutz der Kulturgüter bei bewaffneten Konflikten unter Schutz stehen.
Objekte der Kategorien A und B sind vollständig in der Liste enthalten, Objekte der Kategorie C fehlen zurzeit (Stand: 1. Januar 2022). Unter übrige Baudenkmäler sind weitere geschützte Objekte zu finden, die im Verzeichnis der Objekte von überkommunaler Bedeutung der kantonalen Denkmalpflege zu finden und nicht bereits in der Liste der Kulturgüter enthalten sind.

## Kulturgüter
| Foto | | Objekt                                                                                | Kat. | Typ | Standort                               | Beschreibung                                                             |
| ---- | --- | ------------------------------------------------------------------------------------- | ---- | --- | -------------------------------------- | ------------------------------------------------------------------------ |
| ja   | Datei hochladen · Wikidata zu Wohnhaus Bindern (Q29574147)                                                         | Wohnhaus Bindern KGS-Nr.: 9506                                                        | A    | G   | Alte Landstrasse 79–81 686537 / 236140 |                                                                          |
| ja   | Datei hochladen · Wikidata zu Scheller, neolithische Seeufersiedlung, Patenstation der Horgener-Kultur (Q29932778) | Scheller, neolithische Seeufersiedlung, Patenstation der Horgener Kultur KGS-Nr.: 122 | B    | F   | Scheller 686951 / 236050               | Objekt liegt teilweise auf dem Gemeindegebiet von Horgen (KGS-Nr. 7568). |
| ja   | Datei hochladen · Wikidata zu Dörfli, Blockspeicher am Länzweg (Q29932956)                                         | Dörfli, Blockspeicher am Länzweg KGS-Nr.: 7580                                        | B    | G   | Altweg 8.1 685977 / 236474             |                                                                          |
| ja   | Datei hochladen · Wikidata zu Güterschuppen des Bahnhofs (Q29932958)                                               | Güterschuppen des Bahnhofs Oberrieden KGS-Nr.: 7581                                   | B    | G   | Bahnhofstrasse 23 686271 / 237180      |                                                                          |
| ja   | Datei hochladen · Wikidata zu Reformierte Kirche Oberrieden (Q1647441)                                             | Reformierte Kirche KGS-Nr.: 7582                                                      | B    | G   | Kirchstrasse 3.1 686117 / 236840       |                                                                          |
| ja   | Datei hochladen · Wikidata zu Seeufersiedlung (Q29932961)                                                          | Seegarten / Strandbad, neolithische Seeufersiedlung KGS-Nr.: 12633                    | B    | F   | Seestrasse 686501 / 236950             |                                                                          |
| ja   | Datei hochladen · Wikidata zu Seeufersiedlung (Q29932959)                                                          | Riet, neolithische Seeufersiedlung KGS-Nr.: 12634                                     | B    | F   | Seestrasse 686581 / 236700             |                                                                          |

## Übrige Baudenkmäler
| ID           | Foto |                                                                               | Objekt                                                    | Kat.    | Typ | Standort                                  | Beschreibung |
| ------------ | ---- | ----------------------------------------------------------------------------- | --------------------------------------------------------- | ------- | --- | ----------------------------------------- | ------------ |
| 13700111     | ja   | Datei hochladen                                                               | Weinbauerngut Tischenloh, Wohnhaus                        | C       | G   | Seestrasse 2 686306 / 237392              |              |
| 137ZUSA00111 | ja   | Datei hochladen                                                               | Weinbauerngut Tischenloh, ehemaliges Wasch- und Brennhaus | C       | G   | bei Seestrasse 2 686319 / 237391          |              |
| 13700126     | ja   | Datei hochladen                                                               | Ehemaliges Bauernwohnhaus                                 | C       | G   | Tischenloostrasse 12 686190 / 237347      |              |
| 13700179     | ja   | Datei hochladen · Wikidata zu Aufnahmegebäude Bahnhof Oberrieden (Q107641414) | Bahnhof Oberrieden, Aufnahmegebäude                       | B reg.  | G   | Fachstrasse 17 686231 / 237156            |              |
| 13700187     | ja   | Datei hochladen                                                               | Winkelhalde, Scheune                                      | C       | G   | bei Winkelhaldenstrasse 8 686193 / 237041 |              |
| 13700196     | ja   | Datei hochladen                                                               | Ehemaliges Weinbauernhaus Winkelhalde                     | B reg.  | G   | Winkelhaldenstrasse 6–8 686213 / 237036   |              |
| 13700200     | ja   | Datei hochladen                                                               | Trafostation D-Turm                                       | B reg.  | G   | bei Winkelhaldenstrasse 2 686254 / 237026 |              |
| 13700266     | ja   | Datei hochladen                                                               | Waschhaus, Hausteil 1                                     | C       | G   | bei Bindernstrasse 5 686535 / 236315      |              |
| 13700268     | ja   | Datei hochladen                                                               | Waschhaus, Hausteil 2                                     | C       | G   | Bei Bindernweg 3 686538 / 236311          |              |
| 13700331     | ja   | Datei hochladen                                                               | Zum Rosengarten, ehemaliges Untervogthaus                 | C       | G   | Rosengartenweg 1 686114 / 237358          |              |
| 13700357     | ja   | Datei hochladen                                                               | Wohnhaus                                                  | C       | G   | Alte Landstrasse 5 685916 / 237225        |              |
| 13700379     | ja   | Datei hochladen                                                               | Ehemaliges Weinbauernhaus, Hausteil 2                     | C       | G   | Alte Landstrasse 72A 686432 / 236228      |              |
| 13700407     | ja   | Datei hochladen                                                               | Kindergarten Alte Landstrasse                             | B reg.  | G   | Alte Landstrasse 31 686063 / 236969       |              |
| 13700417     | ja   | Datei hochladen                                                               | Reformiertes Pfarrhaus                                    | B reg.  | G   | Alte Landstrasse 36 686082 / 236893       |              |
| 13700446     | ja   | Datei hochladen                                                               | Ehemaliges Weinbauernhaus Kreuzbühl                       | B reg.  | G   | Alte Landstrasse 46 686299 / 236576       |              |
| 13700474     | ja   | Datei hochladen                                                               | Reihenwohnhaus, Hausteil 2                                | C       | G   | Wattenbühlweg 7 686382 / 236480           |              |
| 13700547     | ja   | Datei hochladen                                                               | Reihenwohnhaus, Hausteil 3                                | C       | G   | Hubstrasse 21 685817 / 236952             |              |
| 13700593     | ja   | Datei hochladen                                                               | Reihenwohnhäuser, Hausteil 3                              | C       | G   | Langweg 11 685969 / 236684                |              |
| 13700595     | ja   | Datei hochladen                                                               | Waschhäuschen                                             | C       | G   | bei Langweg 11 685959 / 236679            |              |
| 13700622     | ja   | Datei hochladen                                                               | Altbauensemble Altweg, Speicher                           | B kant. | G   | Altweg 685977 / 236473                    |              |
| 13700628     | ja   | Datei hochladen                                                               | Reihenwohnhaus, Hausteil 1                                | C       | G   | Dörflistrasse 44 686011 / 236545          |              |
| 13700657     | ja   | Datei hochladen                                                               | Ehemaliges Bauernwohnhaus                                 | C       | G   | Bleierstrasse 30 686195 / 236345          |              |
| 13700686     | ja   | Datei hochladen                                                               | Wohnhaus                                                  | C       | G   | Bleierweg 9 686402 / 236143               |              |
| 13700879     | ja   | Datei hochladen                                                               | Villa Zum Schönfels, Wohnhaus                             | C       | G   | Bickelstrasse 5 686124 / 237190           |              |
| 13701062     | ja   | Datei hochladen                                                               | Rieter-Haus                                               | B reg.  | G   | Fachstrasse 67 686480 / 236487            |              |

Legende: Im Wesentlichen siehe Legende der Liste der Kulturgüter von nationaler und regionaler Bedeutung, mit folgenden Ausnahmen:
- Anstelle der KGS-Nummer wird als Objekt-Identifikator (ID) die Inventarnummer im Verzeichnis der Objekte von überkommunaler Bedeutung des kantonalen Denkmalschutzamtes verwendet.
- Bei den Kategorien wird wie folgt unterschieden: B kant. = Objekt von kantonaler Bedeutung (Kanton Zürich); B reg. = Objekt von regionaler Bedeutung (Kanton Zürich).